# Mountainbike-Weltmeisterschaften 1992
Im Jahre 1992 wurden die 3. Mountainbike-Weltmeisterschaften offiziell unter der Flagge des Weltradsportverbandes UCI in Bromont in Kanada ausgetragen.

## Cross Country

### Männer
| Platz | Land | Athlet              |
| ----- | ---- | ------------------- |
| 1     | DEN  | Henrik Djernis      |
| 2     | SUI  | Thomas Frischknecht |
| 3     | GBR  | David Baker         |

### Frauen
| Platz | Land | Athletin       |
| ----- | ---- | -------------- |
| 1     | SUI  | Silvia Fürst   |
| 2     | CAN  | Alison Sydor   |
| 3     | USA  | Ruthie Matthes |

## Downhill

### Männer
| Platz | Land | Athlet              |
| ----- | ---- | ------------------- |
| 1     | USA  | Dave Cullinan       |
| 2     | USA  | Jimmy Deaton        |
| 3     | FRA  | Christian Taillefer |

### Frauen
| Platz | Land | Athletin        |
| ----- | ---- | --------------- |
| 1     | USA  | Juliana Furtado |
| 2     | USA  | Kim Sonier      |
| 3     | CAN  | Cindy Devine    |